# Auto-Tricar
Auto-Tricar, auch Auto Tri-Car geschrieben, war eine US-amerikanische Automarke.

## Markengeschichte
Alden E. Osborn hatte bereits 1906 einen dreirädrigen Prototyp hergestellt. Er fertigte 1914 einige Automobile, die er als Auto-Tricar vermarktete. Der Sitz des Unternehmens war an der Valentine Avenue in New York City.

## Fahrzeuge
Im Angebot standen verschiedene Dreiräder. Bei allen war der Motor hinter dem einzelnen Vorderrad montiert. Er trieb über ein Zweigang-Planetengetriebe und eine Kette das Vorderrad an. Die wassergekühlten Motoren kamen von Prugh.
Ein Modell hatte einen Einzylindermotor. Der Radstand betrug 244 cm. Ein Runabout mit zwei Sitzen hintereinander hatte eine hintere Spurweite von 76 cm. Ein Runabout mit zwei Sitzen nebeneinander sowie ein leichtes Nutzfahrzeug hatten 107 cm Spurweite.
Ein anderes Modell hatte einen Zweizylindermotor. Das Fahrgestell hatte 274 cm Radstand. Überliefert sind Surrey und Runabout mit zwei Sitzen nebeneinander.

## Modellübersicht
| Jahr | Zylinder | Radstand (cm) | Aufbau                                                 |
| ---- | -------- | ------------- | ------------------------------------------------------ |
| 1914 | 1        | 244           | Tandem Runabout, Side by Side Runabout, Light Delivery |
| 1914 | 2        | 274           | Surrey, Side by Side Runabout                          |